# スタニスラウス・ズビシュコ
スタニスラウス・ズビシュコ（Stanislaus Zbyszko、本名：Jan Stanisław Cyganiewicz、1879年4月1日 - 1967年9月23日）は、ポーランド系のプロレスラー。1920年代のアメリカ合衆国において、3度の世界ヘビー級チャンピオンに就いた。日本ではアメリカ式の発音に合わせてスタニスラウス・ズビスコと表記・呼称される 。
名字のズビシュコ（Zbyszko）は、彼が子供の頃に勇気をたたえる意味で友人から付けられたニックネームである。それは、ヘンリク・シェンキェヴィチの歴史小説「北方十字軍の騎士（pl:Krzyżacy (powieść)）」に登場する中世ポーランドの架空の騎士の名前である。実弟には同じレスラーのウラデック・ズビシュコがいる。

## 生涯
1879年4月1日、オーストリア＝ハンガリー帝国のヨドウォバで生まれた。著名な知識人である彼は、オーストリアのウィーンで育ちながら、音楽、哲学、法律を学んた。彼はまた腕力のほうも才能があった。大学在学中に有名なVindobona Athletic Clubに参加し、身体は徐々に印象的な体格に発達する。また規律と国への愛情を育み、国民の肉体的、精神的、文化的進歩を中心としたポーランドの愛国的体操団体pl:Polskie Towarzystwo Gimnastyczne „Sokół”（ソコルのポーランドにおける派生）で身体を鍛えた。世紀の変わり目頃にはポーランドの地元サーカスで経験豊富な格闘家を首尾よく打ち負かすために自分の力を使うことで最初にレスリング業界に出会うこととなった。このとき身長は173cm 、体重は重量級であり118kg、彫りの深い筋肉をまとっていた。そして彼はすぐに地元のプロモーターによってみいだされてベルリンに赴く。同業での有力者ジョージ・ハッケンシュミットがヨーロッパ最高の格闘スターとしての地位を確立していたとき、レスリングのキャリアにも惹かれていった。その後、ポーランドの格闘家であるpl:Władysław Pytlasińskiによってプロの世界に招かれる。

### レスリングのキャリア
数年間多くのトーナメントに参加しながら、ヨーロッパで急上昇しているグレコローマンレスラーの1人としての地位を徐々に確立。1903年に『Health＆Strength』は彼を大陸の主要な大物の1人に挙げていた。最終的にスタニスラウス・ズビシュコをリーグネームとして取りいれている。1906年にはロシアの "コサック" イワン・ポドゥブニーと120分に及ぶ引き分けの戦いをし、その後ゲオルク・ルーリッヒとコンスタント・ル・マリンを破って名誉あるパリ・トーナメントに優勝。その後、以前はハッケンシュミットのマネージャーだったチャールズ "CB"コクランによってイギリスに招かれた。彼はロンドン・パビリオンとギボンズのミュージックホールでの演奏観覧間、その後有名な一件へと発展したトルコの「ボスポラス海峡のチャンピオン」カラ・スリマンと邂逅。しかし、スリマンがブルガリアのイワン・オフタロフであることが明らかになると、彼はすぐに大きな論争に巻き込まれていく。

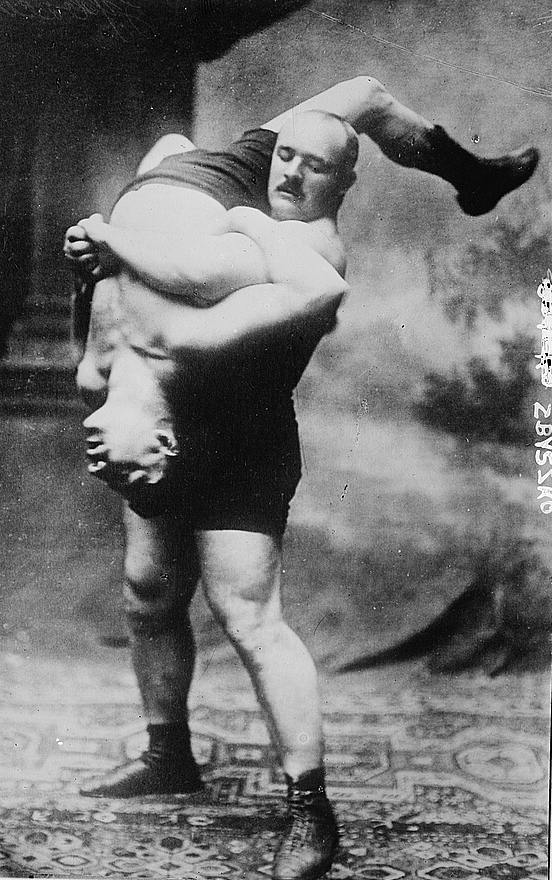
1913年頃のスタニスラウス・ズビシュコ。

イギリスとその後アメリカで活動し始めたので、ますますキャッチ・アズ・キャッチ・キャン型フリースタイル・レスリングへ切り替えを始めていく。そして数年間、彼は大陸や国の間を旅しながら、格闘スタイルを交互に繰り返していた。すでにヨーロッパのグレコローマンチャンピオンとして認識されていた彼は、1909年11月にニューヨーク州バッファローでフランク・ゴッチと対戦し、60分の時間切れ引き分けで世界のトップキャッチレスラーとして認められていった。
翌年、彼はベン・ローラー博士と「恐ろしいトルコ人」ユースフ・マフムートに対して予告勝利を収め、1910年6月1日にシカゴ・コロシアムでゴッチとの大規模となる2回目の対戦を設定しながら、誰もが認める世界ヘビー級王座との対峙で世界のエリートグラップラーの間での評判を獲得していく。しかし、再戦ではゴッチはスタニラウスをだます。スタニラウスがヨーロッパにある慣習である開始前握手のために出て行ったときにジャンプして攻撃、わずか6.4秒でフォールされた。スタニラウスは激怒し抗議したが試合は続き、ゴッチは30分以内に2度目のフォールを決めた。このパフォーマンスは多くのファンに試合が「ワーク」であると信じこませた（しかし、ゴッチはこの後のキャリアの間に二度とスタニラウスと会うことはなかった）。
このことは物議を醸すこととなったにもかかわらず、スタニラウスは世界の最高のレスラーと仲間内では見なされていた。そして彼は、当時フランク・ゴッチを試合に誘い込もうとして失敗したが無敗のチャンピオンとして知られ、インドで最も恐れられていたレスラーのグレート・ガマに挑戦しようとし、1910年9月10日、ロンドンでのジョンブル世界選手権の決勝戦で対戦の機会を得た。試合は賞金とジョンブルベルトで£250。ところが開始1分以内にスタニラウスは床にテイクダウンされ、試合の残りの2時間35分の間その位置に留まり続けた。スタニラウスが立ち上がる瞬間も少しあったが、結局はすぐに前の位置に戻ってしまった。
その後、ガマの最大の強みを無効にするためにマットを抱き締める防御戦略を練り上げたスタニラウスは、3時間近く取り組んだ後、インドの伝説レスラーと引き分ける。スタニラウスの粘りと強さの欠如という試合展開は訪れた多くのファンを怒らせたが、一方でスタニラウスは、敗北することなくガマと対峙した数少ないレスラーの1人になることになった。二人の男は1910年9月17日に再び対戦が予定されるが、その日スタニラウスは現れず、ガマがデフォルトで勝者として発表され、勝利とジョンブルベルトを授与された。そして Rustam-e-Zamanaまたは世界チャンピオンとしてガマというタイトルのベルトを受け取っている。
その後の10年間、スタニラウスはヨーロッパで活動し、一方で弟のウラデックはアメリカのトップスターの一人になっていった。
1927年にガマとスタニラウスが再び対峙することが発表された。1928年ついに2人のレスラーがパティアラで再会する日がやってきた。しかし、ガマがわずか42秒でスタニラウスを投げたときには試合結果はすぐに明らかとなった。

### マッチメイク破り

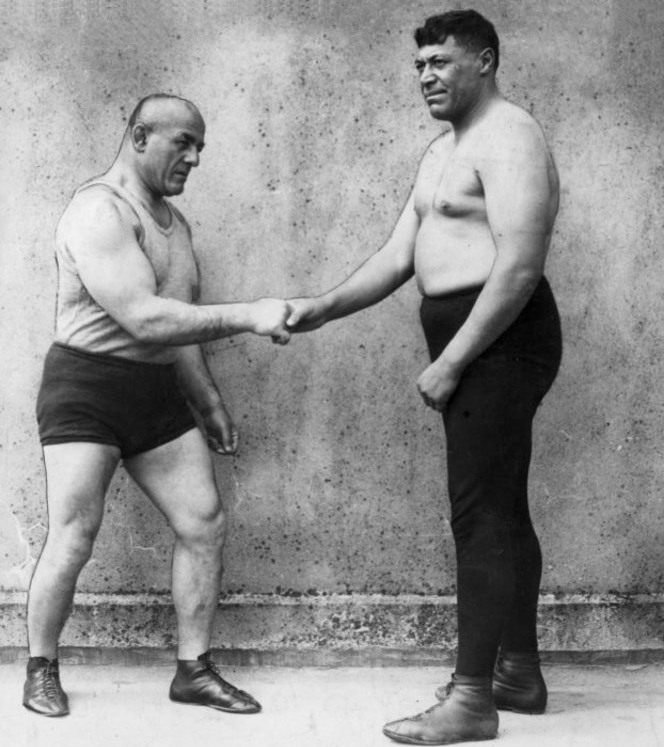
アイク・ロビン（右）とスタニスラウス・ズビシュコ。1926年、ニュージーランドのオークランドにおける試合前の握手。

この当時にはプロレス業界は徐々に「ジョブ」へのシフトを始めていた。スタニスラウスは、エド・ストラングラー・ルイス、ビリー・サンドウ、トゥーツ・モントが作ったプロモーションである「ゴールド・ダスト・トリオ」のプロモートによりアメリカでの活動を始める。すでに40代前半になっていたスタニラウスは、1921年5月6日に世界タイトルマッチでルイスを破るも興行的には失敗。1922年3月3日にタイトルをルイスに明け渡した。この頃、意見の不一致によりジョー・ステッカーはゴールド・ダスト・トリオのプロモーションから分離し、別のプロモーションを興したが、スタニラウスは「ゴールド・ダスト・トリオ」に残ることになった。
「ゴールド・ダスト・トリオ」は元フットボール選手のウェイン・マンを新しいチャンピオンとして売り出そうと考え、マンを売り出すため、実力者であるスタニラウスにマンが勝つブックを考え、ズビスコもそれを了承する。ところが、スタニラウスはジョー・ステッカーのマネージャーであるトニー・ステッカーから、「ブック破り」の依頼を密かに受け了承し報酬を貰い、1925年4月15日に行われたタイトルマッチでマンにシュートを仕掛け、シュートの実力で劣るマンを一方的に攻めた上で勝利し、王者となってしまう。この試合は旧NWAの世界タイトルマッチの体で行われた中での出来事であったため、スタニラウスは関係者から危険人物とみなされるようになったが、一方で事情を知らない一般のファンからは多大な人気を集めた。この反省を活かして旧NWAはシュートに対応できる実力者を王者にするようになったと言われている。なお、この試合は「マッチメイク破り」としては史上最古の例と伝わっている。

### 引退と映画出演
1928年、18年前に行われた試合の再戦としてグレート・ガマと対戦するというオファーを有利な条件で受けた。両者はそのころにはそれなりの年齢に達していたが、試合には60,000人のファンが集まり、ファンはガマがわずか40秒でスタニラウスを倒すのを目撃することになる。その後、スタニラウスは南米で引退し、積極的にレスリングの才能あるものをスカウトしていった。そこで彼は、フットボーラー、ラグビープレーヤー、ボクサーでレスラーかつアクロバティック体操選手のアントニオ・ロッカをスカウトし、ロッカはプロレス界の最大のスターの1人に成長していった。ミズーリ州の農場から将来伝説の選手となっていったジョニー・バレンタインとハーリー・レイスも見い出し鍛え上げた。
1950年には映画「街の野獣」 に元プロレスラー役で出演。この映画の重要な役割がグレコローマン・レスリングの伝説的レスラーであると判断していたジュールズ・ダッシン監督は、この役はスタニラウスが適任であると確信し、「俳優を選んでレスラーになるように訓練したくなかった。私は反対のことをしたかった」「彼（スタニラウス）は死んだと言われていたが、実は健在で、ニュージャージーで鶏肉農家をやっていたことがわかった」と語った。スタニラウスは優雅な岩層のように見えて「美しく、文化的で、多言語を操る男」であることも判明したという。
晩年のスタニラウスは、自身が映画で演じたキャラクターのように、業界がショーマンシップの色合いを強めていったことについては不平を述べていたという。

### 没後
1967年9月23日、心臓発作により88歳で死去。彼はストラングラー・ルイスによって史上最高のレスラーの一人として引用された。後年、賛辞として彼の名前はブルーノ・サンマルチノの弟子であるラリー・ズビスコが受け継いだ。
1983年、ポーランド系アメリカ人としてスポーツの殿堂入りを果たした。
日本でプロレスが本格的に始まった頃にはすでに引退していたこともあり、来日することはなかったが、漫画『プロレススーパースター列伝』のタイガー・ジェット・シンの章にてグレート・ガマが伝説的なインドレスリングの強豪として取り上げられた際、その対戦相手としてスタニラウスも伝説の強豪選手として登場し、試合の様子も描かれたが、多少の脚色がなされている。

## 得意技
- エルボー・ドロップ

この技の元祖とされる。
- バックドロップ

ルー・テーズの登場以前からこの技を使用していた。

## チャンピオンシップと賞与
- ジョージ・トラゴス/ルー・テーズプロフェッショナルレスリング殿堂
  - 2010年度[5]
- 国際プロレスリングの殿堂
  - 2021年度[6]
- プロレスリングの殿堂
  - 2003年時代のパイオニア
- レスリングオブザーバーニュースレター
  - レスリングオブザーバーニュースレターの殿堂（ 1996年度）
- その他のタイトル：
  - 世界ヘビー級王座（キャッチレスリングバージョン） （ 3回）
  - 世界グレコローマンヘビー級選手権

## 出演映画
| 年     | 題名         | 役           | 備考               |
| ------ | ------------ | ------------ | ------------------ |
| 1932年 | 拳骨大売出し | 彼自身       |                    |
| 1950年 | 街の野獣     | グレゴリウス | （最後の映画出演） |